# Rote Mauerbiene
Die Rostrote Mauerbiene auch Rote Mauerbiene (Osmia bicornis) ist eine solitäre Wildbiene der Gattung Osmia und die häufigste einheimische Art aus der Gruppe der Mauerbienen (Familie Megachilidae). Der passendere deutsche Name Rostrote Mauerbiene leitet sich vom früher benutzten Namen Osmia rufa (Linnaeus, 1758) ab. Die Art wurde zum Insekt des Jahres 2019 gewählt.

## Merkmale
Die Rote Mauerbiene besitzt die für Mauerbienen typisch breit-gedrungene Körperform mit breit abgestutztem Hinterleibsende, so dass sie auf Grund dieser Merkmale mit einer kleinen Hummel verwechselt werden kann. Die dichte, lange Behaarung ist zum Teil rötlich-braun bzw. rostrot, allerdings nicht so lebhaft gefärbt wie bei der nahe verwandten Gehörnten Mauerbiene und bei älteren Exemplaren meist verblasst. Auch der Thorax ist, im Gegensatz zu dem der Gehörnten Mauerbiene, hell behaart. Das Weibchen und das Männchen unterscheiden sich so stark voneinander, dass sie früher für unterschiedliche Arten gehalten wurden (siehe Abschnitt Taxonomie unten).
Weibchen
Das Weibchen besitzt eine Körperlänge von 10–12 mm. Gemeinsam mit dem Weibchen der verwandten Gehörnten Mauerbiene hat das Weibchen neben den Fühlern zwei nach vorne gerichtete Hörnchen auf dem Kopfschild, eine schwarze Gesichtsbehaarung und eine gelbrote Bauchbürste. Der Thorax ist hell, rötlich-braungelb, zottig behaart und besitzt höchstens im vorderen Bereich eingestreute schwarze Haare. Beim Weibchen der Gehörnten Mauerbiene ist die Behaarung des Thorax schwarz. Die ersten zwei oder drei Hinterleibssegmente sind rostrot, die übrigen schwarz behaart. Bei der Gehörnten Mauerbiene ist sowohl beim Weibchen als auch beim Männchen der gesamte Hinterleib fuchsrot behaart.
Männchen
Das Männchen ist kleiner und schlanker als das Weibchen und besitzt eine Körperlänge von 9–12 mm. Es besitzt wie das Männchen der Gehörnten Mauerbiene auffallend längere Fühler als das Weibchen und wie das Männchen der Gehörnten Mauerbiene und im Unterschied zum Weibchen der eigenen Art eine weiße Gesichtsbehaarung. Die Behaarung der ersten drei Hinterleibssegmente ist rostrot und die der restlichen Hinterleibssegmente schwarz.

## Verbreitung
Die Art besiedelt weite Teile Europas und Nordafrikas, im Norden reicht ihr Verbreitungsgebiet bis Südschweden und England. In Deutschland, Österreich und der Schweiz besitzt sie keine Verbreitungsgrenze und ist weitgehend flächendeckend verbreitet, auch in höheren Lagen der Mittelgebirge.

## Lebensraum
Typische Lebensräume sind strukturreiche Biotope wie Waldränder und Waldlichtungen, regelmäßig wird die Rote Mauerbiene aber auch im Siedlungsbereich angetroffen.
Nistplätze sind bestehende Hohlräume verschiedenster Form und Größe, wie beispielsweise Bohrgänge in Holz, hohle Pflanzenstängel, Ritzen und Löcher in Löß- und Lehmwänden (z. B. alte Nester der Gemeinen Pelzbiene (Anthophora plumpies) und Anthophora fulvitarsis) und in Mauerwerk. Die Rote Mauerbiene ist bzgl. der Wahl ihres Nistplatzes sehr flexibel. An Gebäuden, die ein großes Angebot von Nistmöglichkeiten bieten (beispielsweise Reetdächer), kann es im Laufe der Jahre regelrechte Massenvorkommen geben. Die Rote Mauerbiene gehört zu den häufigsten Besiedlern von Nisthilfen. Dabei wird bei Bohrungen in Holz, hohlen Pflanzenstängeln, Papphülsen usw. ein Innendurchmesser von (5) 6–7 mm bevorzugt.

## Lebensweise
Nestbau

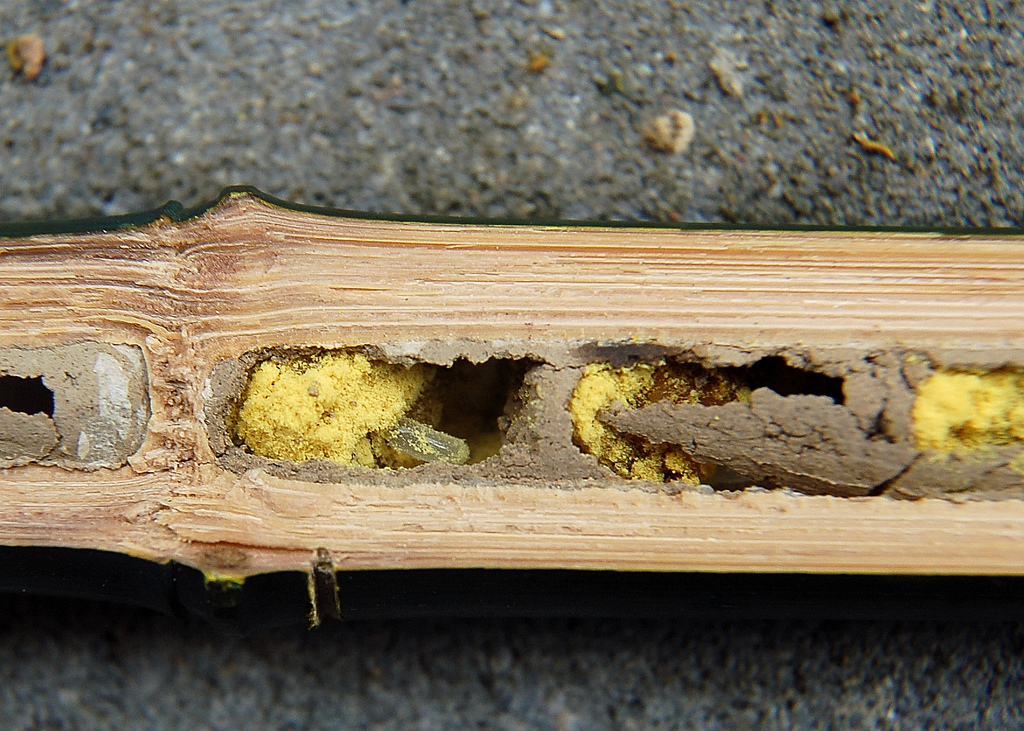
Geöffneter Nistgang mit Brutzellen und abgelegtem Ei am Futtervorrat

Die Anlage der Nester erfolgt ausschließlich durch die Weibchen. In röhrenförmigen Hohlräumen werden Linienbauten mit bis zu 20 aneinander gereihten Brutzellen angelegt. In größeren, nicht-linearen Hohlräumen können bis zu 30 Brutzellen recht unregelmäßig aneinander gebaut sein. Als Baumaterial für die Begrenzung der Brutzellen wird feuchte Erde oder Lehm, durchmischt mit Speichel, benutzt.
Eine weibliche Rote Mauerbiene legt pro Tag ca. eine Brutzelle an. Hierbei wird in jeder Brutzelle ein Futtervorrat aus Pollen und Nektar für die sich später in der Brutzelle entwickelnde Larve angelegt. Die von einem Sammelausflug zurückkehrende Biene erbricht zunächst den Nektar auf den Pollen des letzten Sammelausflugs und knetet den Futtervorrat dann mit ihren Mandibeln zu einer steifen Paste. Dann dreht sie sich um und streift den Pollen mit den Hinterbeinen von ihrer Bauchbürste ab. In engen Nestern muss die Biene hierfür zum Eingang gehen und rückwärts zum Futtervorrat zurückgehen. Nachdem der Pollen des letzten Sammelausflugs abgestreift wurde, dreht sich die Biene um, knetet ihn leicht in den Futtervorrat, bevor sie sich abermals umdreht und ein Ei an dem Futtervorrat ablegt. Nach Ablage des Eis wird die Brutzelle verschlossen.
Die Brutzellen, in denen sich Weibchen entwickeln, werden in Linienbauten am Ende des Gangs mit einem größeren Futtervorrat angelegt. Die Brutzellen der Weibchen sind größer als die der Männchen und die Eier, aus denen sich Weibchen entwickeln, werden vor der Eiablage befruchtet, indem die Mutter-Biene Sperma aus ihrer Samentasche freisetzt. Entsprechend werden die kleineren Brutzellen der Männchen mit einem kleineren Futtervorrat in Richtung des Nestausgangs mit einem unbefruchteten Ei angelegt. Die Fehlerquote bei dieser Anlage der Brutzellen wurde zu 6 % berechnet.
In Linienbauten wird in der äußersten Zelle häufig kein Futtervorrat angelegt und entsprechend auch kein Ei abgelegt. Die äußerste Zelle ist somit oft leer. Zum Schluss wird das Nest mit einer dickeren Wand als bei den Trennwänden zwischen den Brutzellen verschlossen.
Nahrung, Pollenquellen
Als Larvennahrung dient hauptsächlich Blütenpollen. Daneben enthält der Futtervorrat für die Larven auch Nektar. Bisher wurden Vertreter von insgesamt 19 Pflanzenfamilien als Pollenquelle bekannt. Die Rote Mauerbiene ist eine ausgesprochen polylektische Bienenart und unterscheidet sich hierdurch von vielen anderen, teils hoch spezialisierten, oligolektischen Bienenarten.
Die wichtigsten Pollenquellen sind Pflanzen aus der Gattung Hahnenfuß (Ranunculus) und aus der Gattung Eichen (Quercus). Weitere wichtige Pollenquellen sind Zistrosengewächse (Cistaceae), Mohngewächse (Papaveraceae), insbesondere aus der Gattung Mohn (Papaver), Bäume aus der Gattung Ahorne (Acer), Rosengewächse (Rosaceae), Kreuzblütler (Brassicaceae), Raublattgewächse (Boraginaceae), insbesondere aus der Gattung Natternköpfe (Echium), Lippenblütler (Lamiaceae), Geißblattgewächse (Caprifoliaceae), insbesondere aus der Gattung Heckenkirschen (Lonicera) und Weidengewächse (Salicaceae), insbesondere aus der Gattung Weiden (Salix).
Oft werden die ertragreichsten Pollenspender der jeweiligen Umgebung bevorzugt.
Lebenszyklus

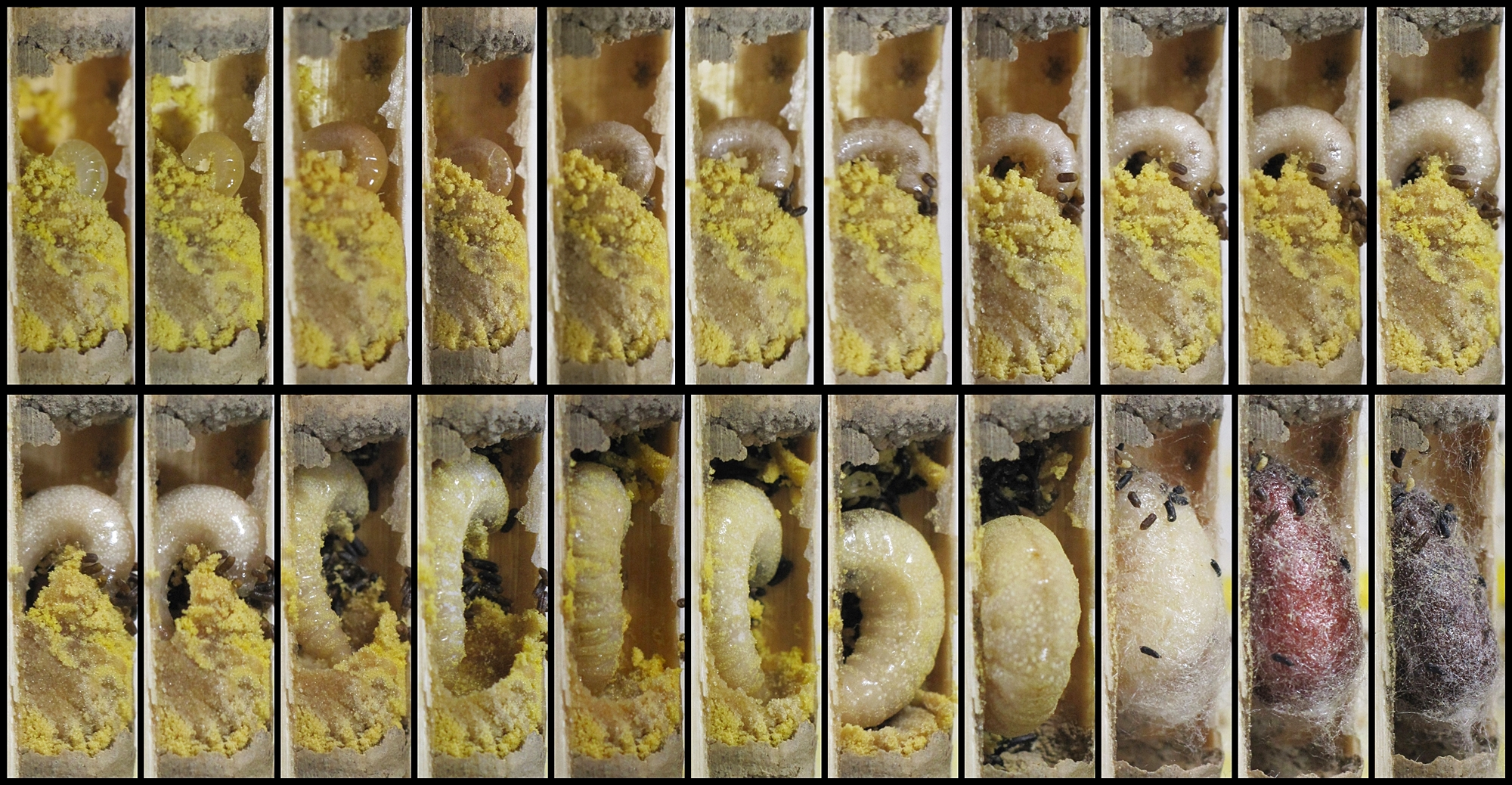
Entwicklung der jungen, geschlüpften Larve zur vollständig verpuppten Larve innerhalb einer Brutzelle

Die Rote Mauerbiene ist univoltin, d. h. sie hat einen einjährigen Lebenszyklus mit nur einer Generation im Jahr. Die einzelnen Generation überschneiden sich zeitlich nicht. Die Flugzeit ist etwa von Anfang April bis Mitte Juni, wobei die Flugzeit der Männchen ab Anfang April weniger als einen Monat beträgt. Der Bau der Nester erfolgt ausschließlich durch die Weibchen, wobei die Hauptzeit der Nistaktivität etwa von Anfang Mai bis Mitte Juni dauert. Nach Ablage der Eier schlüpfen die Larven innerhalb weniger Tage. Nachdem die Larven den Futtervorrat aufgebraucht haben, beginnen sie sich nach ca. einem Monat einzuspinnen. Etwa 2 Monate nach dem Schlüpfen der Larven beginnt die Verpuppung und nach gut 100 Tagen nach dem Schlüpfen der Larven ist die Umwandlung zur erwachsenen Biene, zum Imago, vollständig. Die Imagos verbleiben dann über den Winter in ihren Kokons um das Nest im nächsten Frühjahr bei steigenden Temperaturen als neue Generation zu verlassen.
Kommunikation und Vermehrung
Bei der Balz zur Vorbereitung einer Begattung senden die Männchen chemische Lockstoffe aus, um begattungsbereite Weibchen anzulocken. Dabei werden auch Informationen über die regionale Herkunft vermittelt, um entsprechend an die lokalen Verhältnisse angepasste Individuen zu finden.

## Taxonomie
Linné beschrieb 1758 das Männchen dieser Art unter dem Namen Apis rufa sowie das Weibchen als Apis bicornis. Kirby erkannte 1802 als Erster, dass es sich um ein und dieselbe Art handelte, für die er den Namen Apis bicornis verwendete. Später wurde die Ansicht vertreten, rufa wäre der korrekte Name, da in Linnés Systema naturae dieser direkt vor bicornis erscheint. In den Nomenklaturregeln des ICZN wird dagegen betont, dass diese Form der „Zeilenpriorität“ nicht gilt, es muss der Entscheidung des ersten revidierenden Autors, in diesem Falle Kirbys, gefolgt werden. Damit ist Osmia bicornis der korrekte Name der Art, die allerdings in sehr vielen, teils heute noch aktuellen Schriften als Osmia rufa geführt wird.

## Bestäubung im Obstanbau
Mauerbienen aus der Gattung Osmia werden schon seit Jahrzehnten für die Landwirtschaft professionell vermehrt und zur Bestäubung von Obstbäumen eingesetzt. In Europa wird hierfür neben der Roten Mauerbiene auch die verwandte Gehörnte Mauerbiene verwendet. Die natürliche Vorliebe dieser Mauerbienen für Obstgehölze aus der Familie der Rosengewächse (Rosaceae) als Pollenquelle prädestiniert sie als Bestäuber in Obstplantagen.
Zur Vermehrung der Mauerbienen werden in der Landwirtschaft u. a. Nisthilfen in Form von sogenannten modulare Nistblöcke eingesetzt. Zur Schädlingsreduktion werden die Kokons nach Zerlegung der Nistblöcke in ihre einzelnen Nistbretter entnommen, gesäubert und nach evtl. Waschen und Trocknen bis zur weiteren Verwendung im nächsten Frühjahr kühl gelagert.

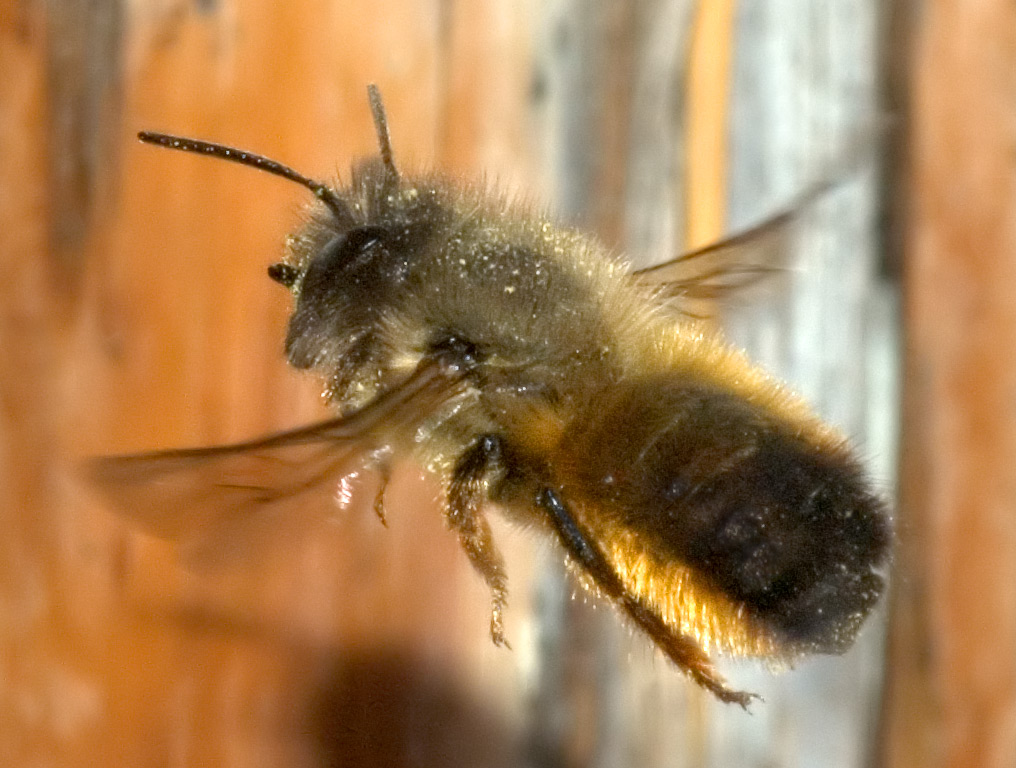
Im Flug
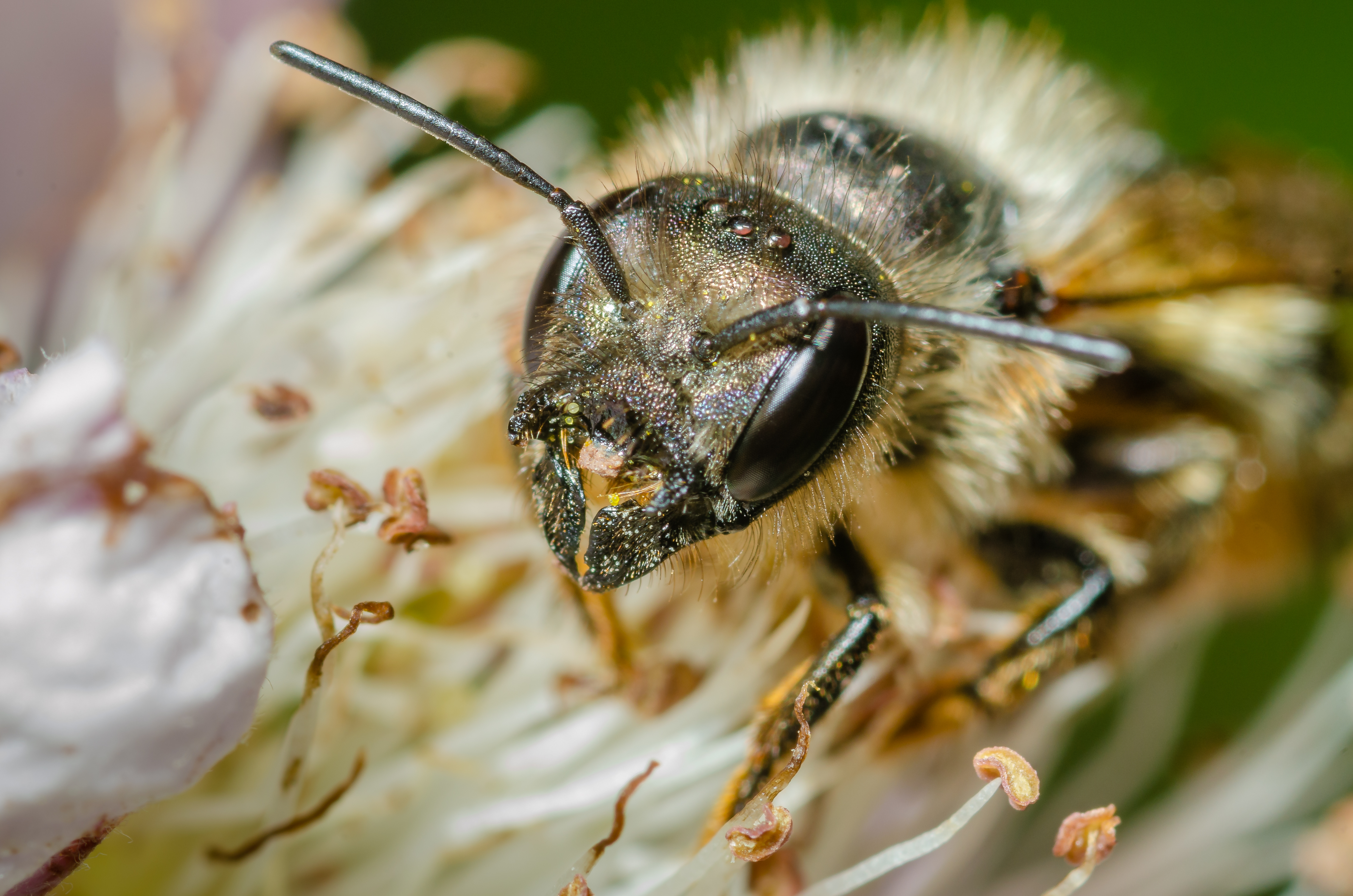
Kopf
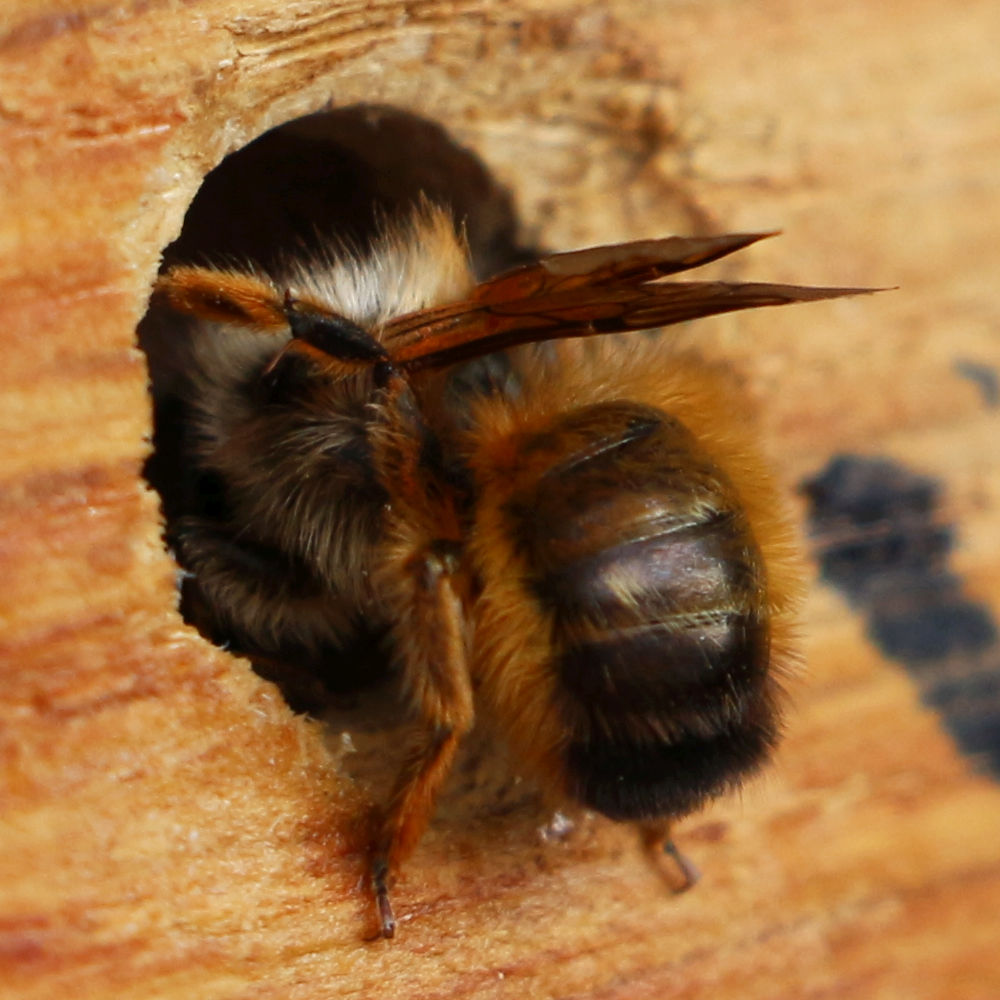
Am Brutgang
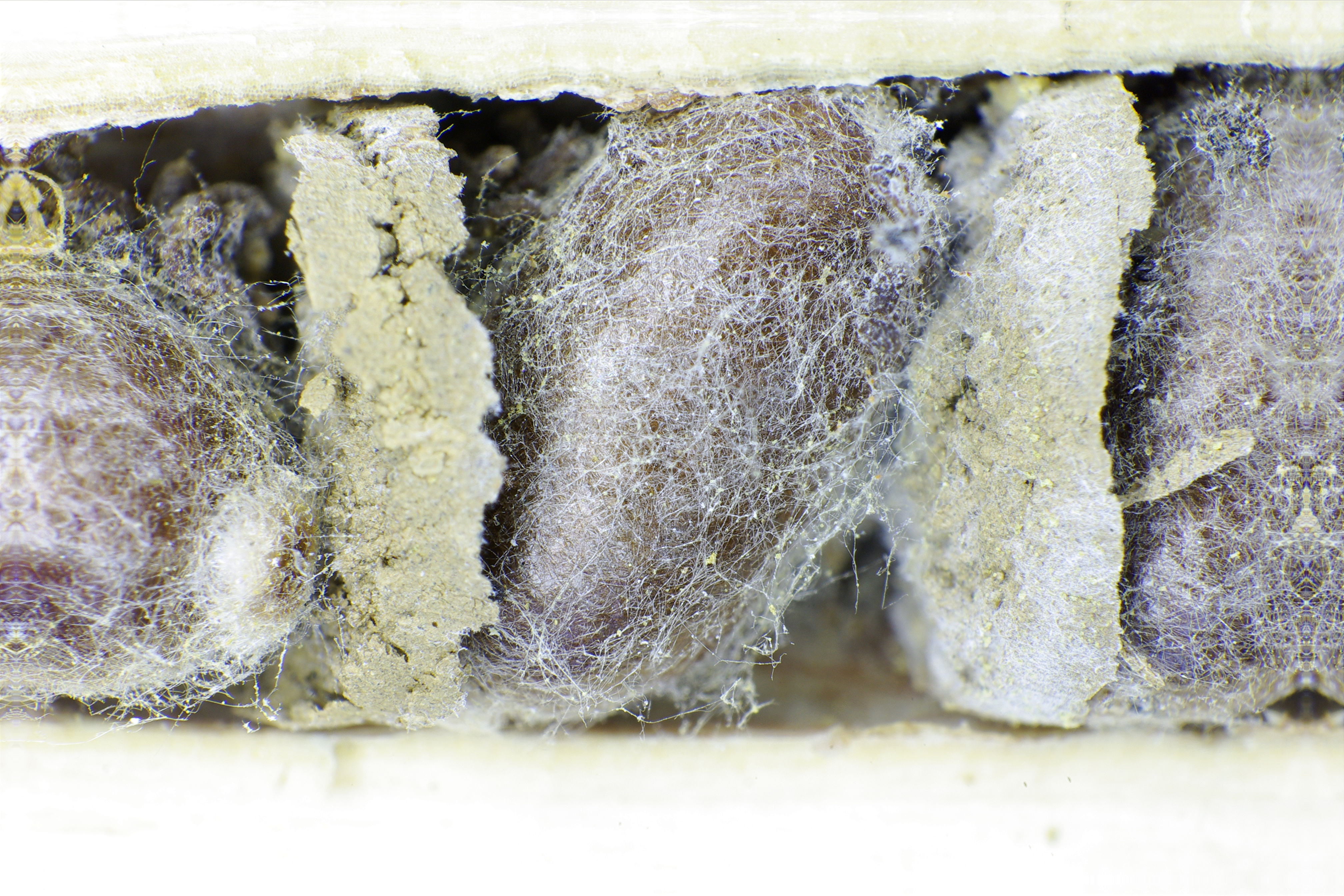
Kokon mit Puppe in der Brutzelle
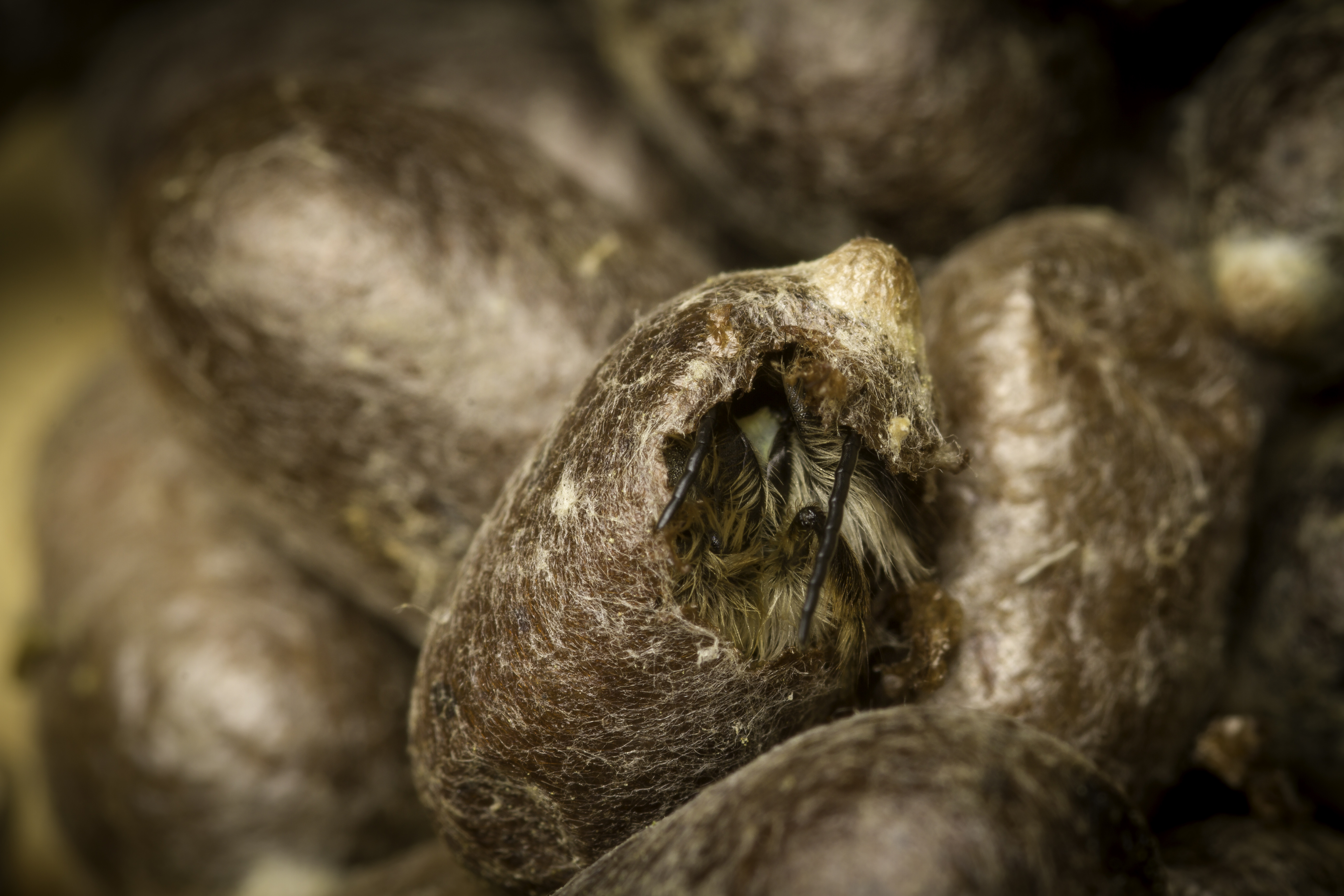
Schlüpfen aus dem Kokon